# 諾亞高地

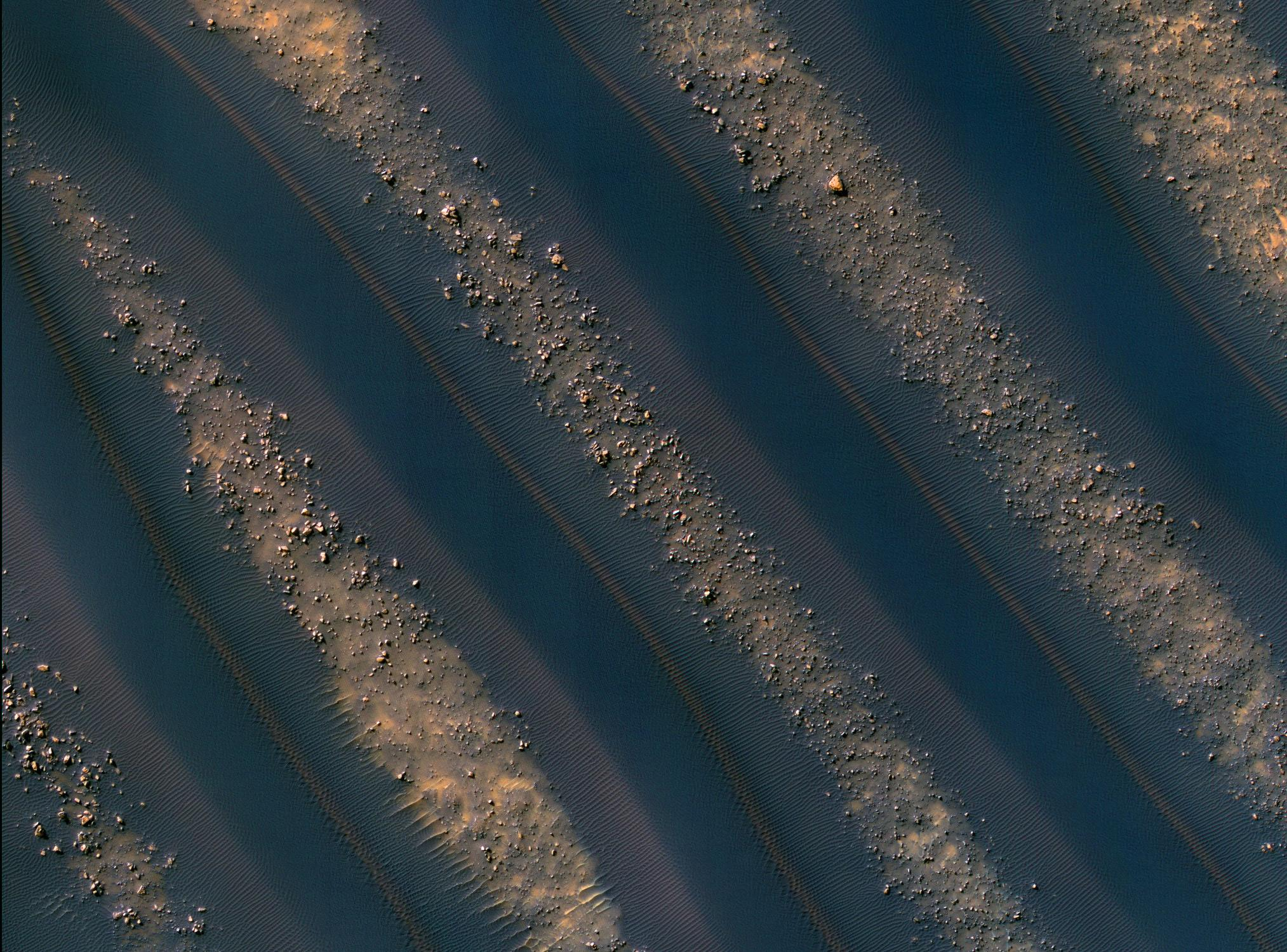
諾亞高原內的一個撞擊坑。這裡的沙丘是線形的，是因為當地風向移動沙丘造成。

諾亞高地（拉丁語：Noachis Terra，諾亞的土地）或譯為諾亞地，是火星南半球一個廣大的陸塊（terra在拉丁語中是指廣大的地塊）。諾亞高原位在巨大的希臘平原西方，大約橫跨了南緯20°至南緯80°度和西經30°度到東經30°，中心在45°S 350°E / 45°S 350°E。
火星地質年代中的诺亚纪（Noachian epoch）就以此區域命名。

## 外部連結
- （英文） ESA Science and Technology: Noachis Terra（页面存档备份，存于）